# Єнгаличевське сільське поселення
Єнгали́чевське сільське поселення (рос. Енгалычевское сельское поселение) — муніципальне утворення у складі Дубьонського району Мордовії, Росія. Адміністративний центр — село Єнгаличево.

## Історія
2011 року було ліквідовано селище Осиповка.

## Населення
Населення — 378 осіб (2019, 496 у 2010, 649 у 2002).

## Склад
До складу поселення входять такі населені пункти:
| Населений пункт   | Населення, осіб (2002) | Населення, осіб (2010) |
| ----------------- | ---------------------- | ---------------------- |
| Єнгаличево, село  | 593                    | 460                    |
| Осиповка, селище  | 6                      | 0                      |
| Явлейка, присілок | 50                     | 36                     |